# حسین‌آباد ترمان
حسین‌آباد ترمان، روستایی از توابع بخش مرکزی شهرستان لامرد در استان فارس ایران است.

## جمعیت
این روستا در دهستان حومه قرار دارد و بر اساس سرشماری مرکز آمار ایران در سال۱۳۹۶، جمعیت آن ۴۷۱ نفر (۵۱ خانوار) بوده‌است.